# Fatuneno
Fatuneno is een bestuurslaag in het regentschap Timor Tengah Utara van de provincie Oost-Nusa Tenggara, Indonesië. Fatuneno telt 1553 inwoners (volkstelling 2010).